# Christoph Adam Vöhlin von Frickenhausen

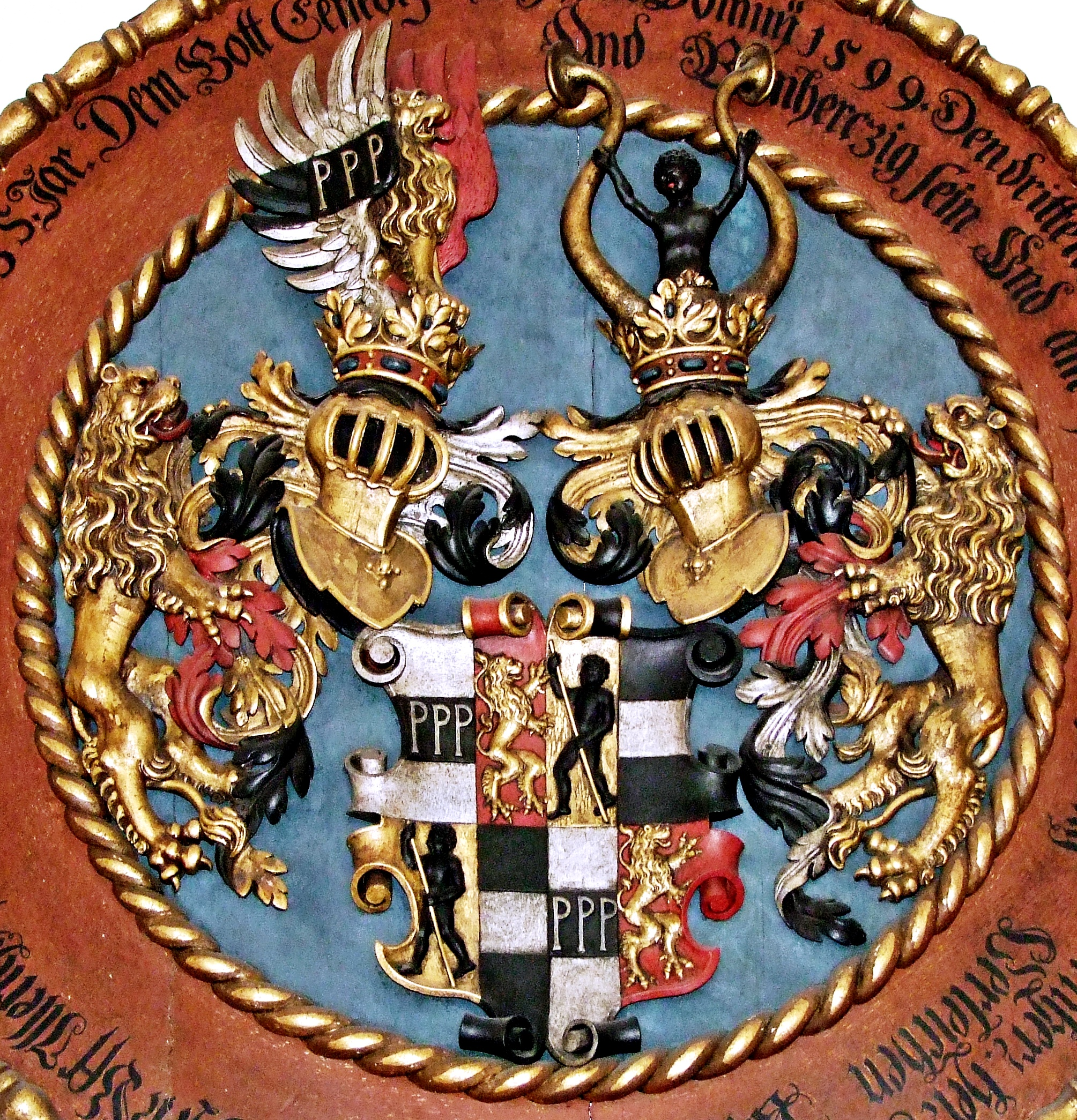
Wappen der Freiherrn Vöhlin von Frickenhausen (vom Totenschild des Urgroßvaters Carl Vöhlin von Frickenhausen; † 1599)

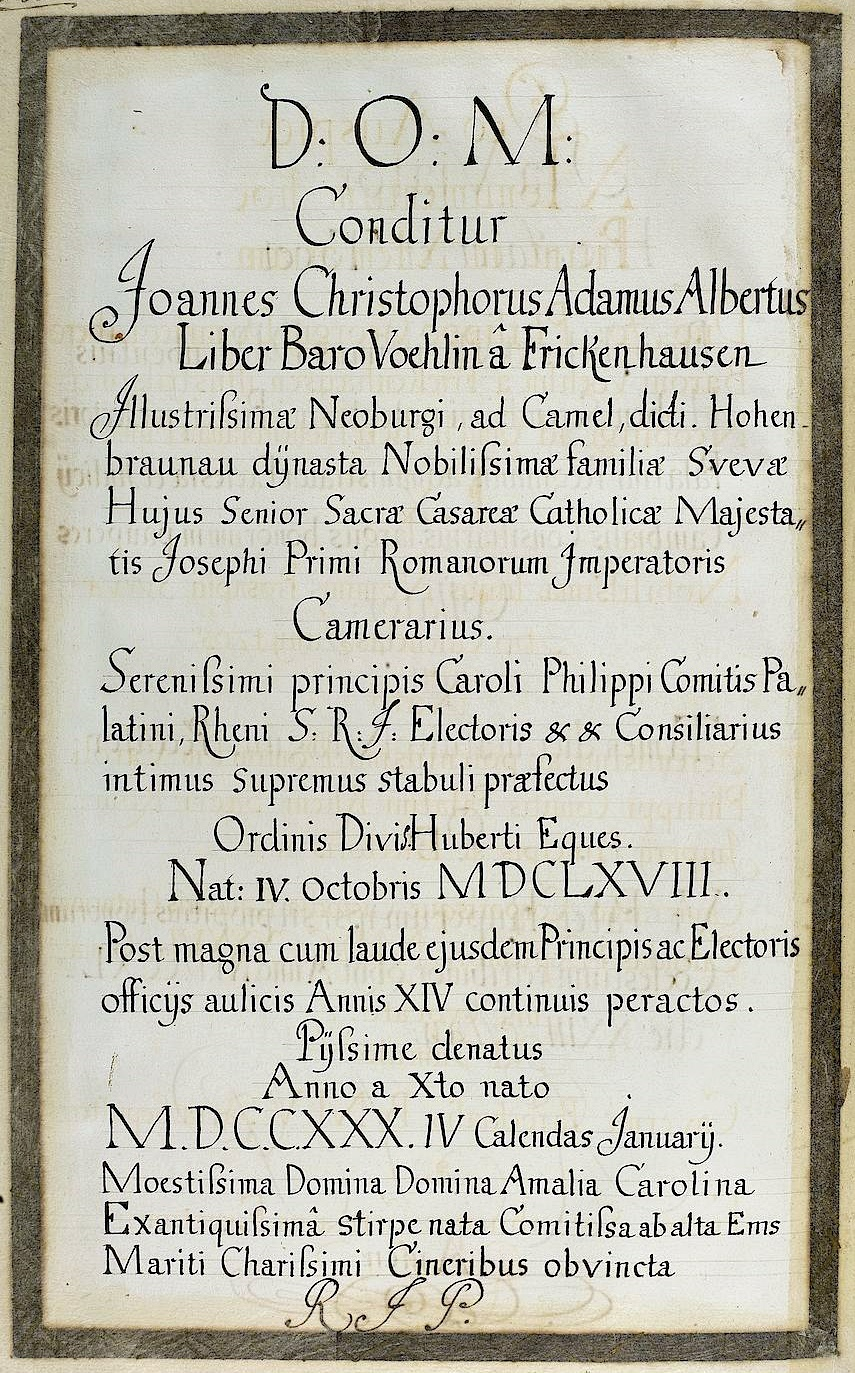
Überlieferte Epitaphinschrift

Christoph Adam Vöhlin von Frickenhausen (* 4. Oktober 1668; † 2. Januar 1730, vermutlich Mannheim) war ein Freiherr aus der schwäbischen Adelsfamilie von Vöhlin, kurpfälzischer Geheimrat und Oberstallmeister. 

## Leben und Wirken
Er entstammte der Frickenhausener Linie des Adelsgeschlechtes von Vöhlin und wurde geboren als Sohn des Hans Albrecht Vöhlin von Frickenhausen und seiner Gattin Maria Concordia von Preysing. Zunächst Kammerherr von Kaiser Joseph I. in Wien, heiratete er 1703 die ebenfalls dort aufenthältliche Ämilia Carolina von Hohenems. 
Durch Empfehlung der Kaiserinmutter Eleonore Magdalene von Pfalz-Neuburg kam Christoph Adam Vöhlin von Frickenhausen an den Hof von deren Bruder, dem pfälzischen Kurfürsten Karl III. Philipp, nach Mannheim. Hier wurde er Geheimrat und Oberstallmeister, in welcher Stellung er bis zu seinem Tode blieb. Außerdem erhielt er die Würde eines Ritters des St. Hubertus-Ordens.
Der Freiherr starb am 2. Januar 1730 und wurde in der Mannheimer St. Sebastians-Kirche beigesetzt, wo er ein Epitaph erhielt, das seine Frau errichten ließ. Es ist nicht mehr erhalten, im Thesaurus Palatinus des Landeshistorikers Johann Franz Capellini von Wickenburg († 1752) ist jedoch die Inschrift überliefert.
Sie starb 1752 in Mannheim, war die Obersthofmeisterin der Prinzessin bzw. späteren Kurfürstin Elisabeth Auguste von Pfalz-Sulzbach, Sternkreuz-Ordensdame und besaß neben einer großen Bibliothek auch eine bekannte Münzsammlung. Der Numismatiker Johann David Köhler († 1755) verglich sie in ihrem historischen Interesse mit der byzantinischen Prinzessin Anna Komnena und schreibt, ihrer Familie sei noch nie eine Gräfin wie sie entsprossen „welche eine solche Hochachtung und Neigung zur Gelehrsamkeit, zur Historie und zur Münz-Wissenschaft löblichst bezeiget.“ Sie mildere die traurige Einsamkeit ihres Witwenstandes durch angenehme Unterhaltung mit den edelsten Wissenschaften.
Das Paar hatte 2 Söhne, Franz Karl und Ludwig Philipp, die früh starben.
Der Neffe Johann Philipp Georg Dominikus Vöhlin von Frickenhausen (1705–1736) war kurpfälzischer Kammerherr und Hauptmann der kurfürstlichen Leibgarde. Er wurde ebenfalls in St. Sebastian zu Mannheim beigesetzt.